# Vickers
Vickers Limited war ein 1828 gegründeter bedeutender britischer Maschinenbau- und Rüstungskonzern. 1927 vereinigte er sich mit der Sir W.G. Armstrong-Whitworth & Co., Ltd. zu Vickers-Armstrongs, Ltd. und wurde in den 1960er Jahren verstaatlicht. Teile des Unternehmens bildeten von 1977 bis 2003 die Vickers plc.

## Geschichte

### Naylor Vickers & Co. (1828–1867)

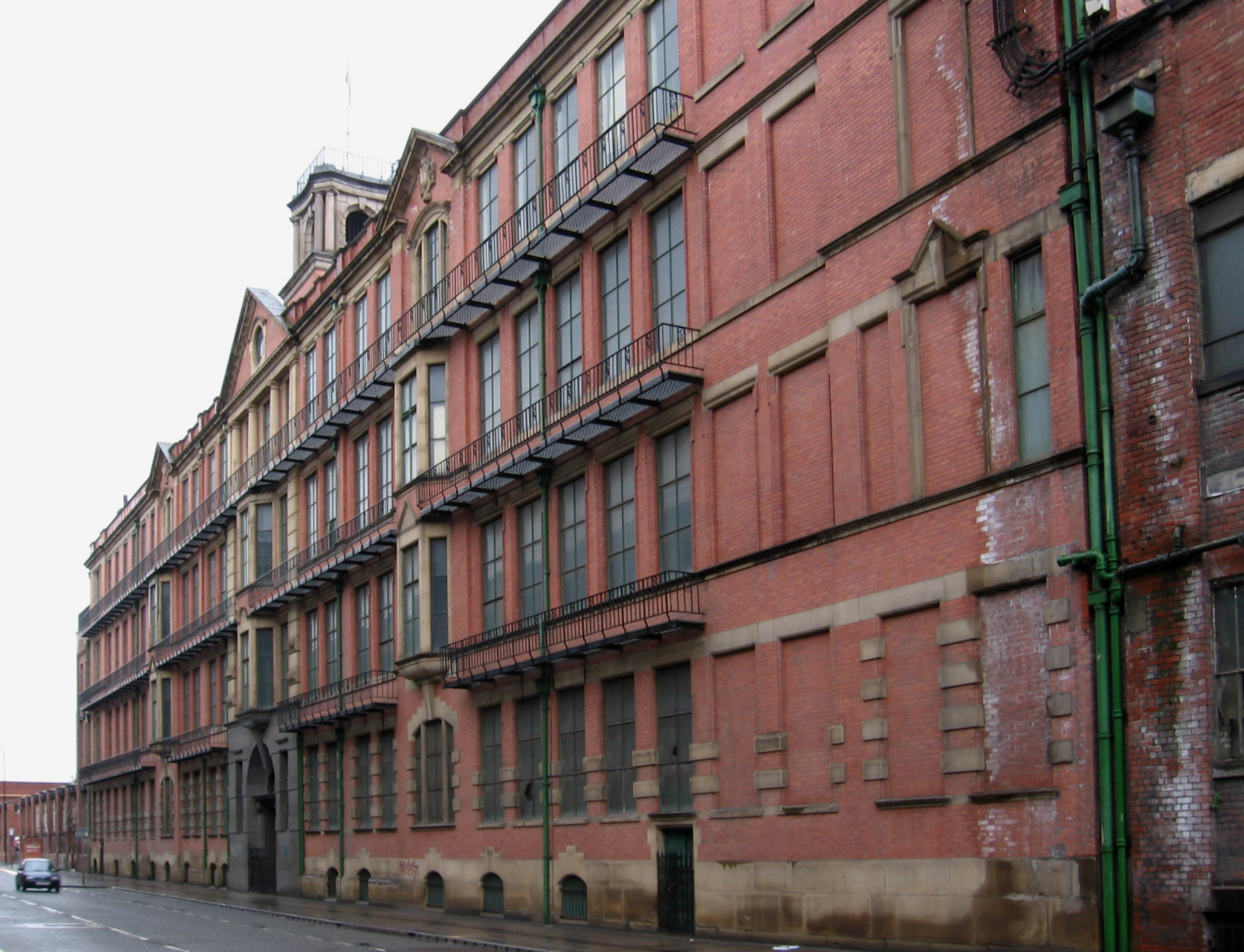
Das Vickers Building

1828 gründete der Müller Edward Vickers mit seinem Schwiegervater George Naylor in Sheffield die Gussstahlfabrik Naylor Vickers and Company. Naylor war damals Miteigentümer des Hüttenwerks Naylor & Sanderson, während Vickers’ Bruder William ein Walzwerk betrieb. Edward Vickers selbst war durch Geschäfte in der Eisenbahnindustrie wohlhabend geworden. Das neue Unternehmen machte sich zunächst einen Namen durch das Gießen von Kirchenglocken.
1854 traten Vickers’ Söhne Thomas und Albert in das Unternehmen ein. 1863 bezog das Unternehmen einen neuen Sitz im Sheffielder Stadtteil Brightside am River Don.

### Vickers Ltd. (1867–1927)
1867 wurde das Unternehmen in eine Kapitalgesellschaft umgewandelt und erhielt die neue Bezeichnung Vickers, Sons & Company Ltd.

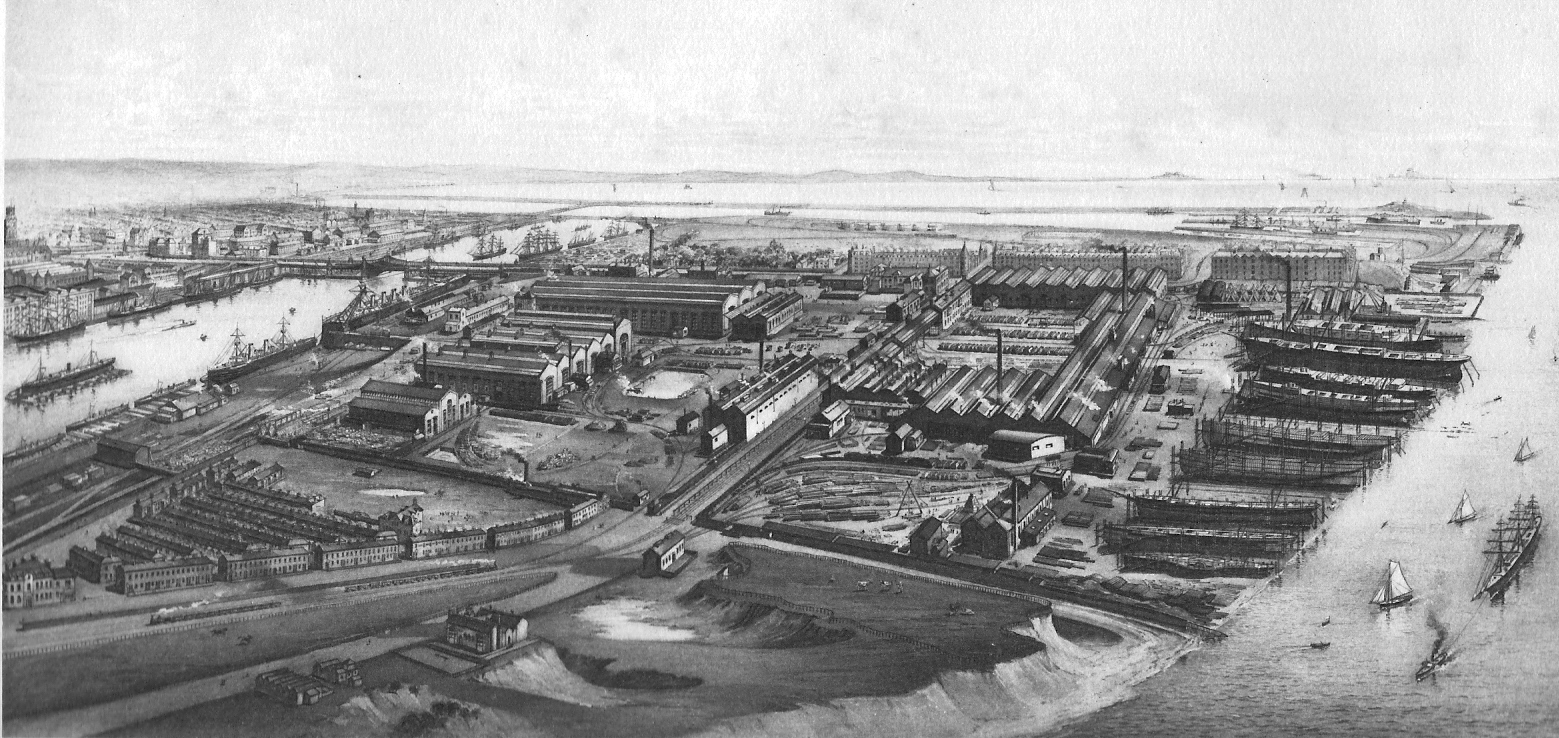
Barrow Shipbuilding Company (1890)

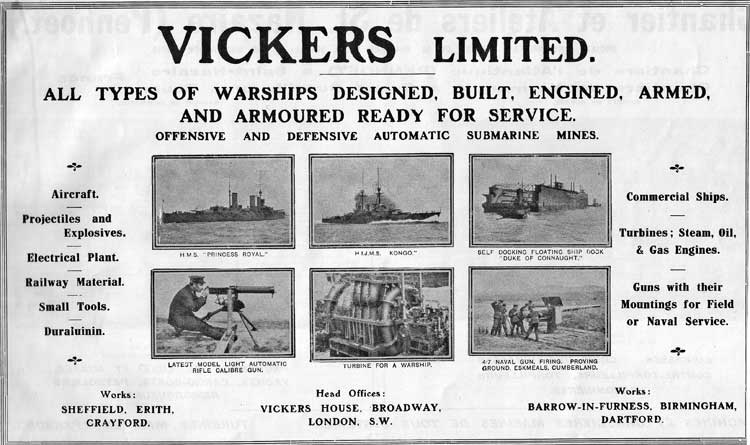
Vickers-Anzeige in Jane’s Fighting Ships (1914)

Von nun an erschloss sich das Unternehmen zahlreiche neue Geschäftsfelder. 1868 wurde die Produktion von Schiffswellen aufgenommen, ab 1872 wurden Schiffspropeller gegossen und 1882 eine Schmiedepresse in Betrieb genommen. 1888 entstanden die ersten Panzerplatten und 1890 die ersten Geschütze. 1897 erwarb Vickers die Schiffswerft Barrow Shipbuilding Company in Barrow-in-Furness, die vormalige Naval Construction Yard, und den Waffenhersteller Maxim Nordenfelt Guns And Ammunitions Company, nun Vickers, Sons & Maxim genannt. Ab diesem Zeitpunkt war Vickers in der Lage, eine komplette Produktpalette vom Schiffbau bis hin zu Panzerungen und Schiffsgeschützen anzubieten.
1901 lief das erste U-Boot der Royal Navy, die Holland 1, auf der Naval Construction Yard vom Stapel. 1902 erwarb Vickers die Hälfte der Anteile an der bedeutenden Schiffswerft John Brown & Company in Clydebank. Ein weiteres Geschäftsfeld erschloss man sich 1905 mit der Übernahme des Automobilbaus der Wolseley Sheep-Shearing Machine Company, woraus die Wolseley Tool and Motor Car Company hervorging. 1911 gewann man die Kontrolle über Whitehead & Company, einen Torpedohersteller. Im gleichen Jahr nahm der Konzern den Namen Vickers Limited an und stieg in den Flugzeugbau ein. 1919 erfolgte die Übernahme des Elektrounternehmens British Westinghouse, das in Metropolitan-Vickers Electrical Company, kurz Metrovick, umbenannt wurde. Dagegen wurde der Autobauer Wolseley 1926 an die Nuffield Organisation verkauft.

### Vickers-Armstrongs (1927–1977)
1927 fusionierte Vickers mit der Sir W.G. Armstrong-Whitworth & Co., Ltd. aus Elswick bei Newcastle upon Tyne zur Vickers-Armstrongs Ltd. Armstrong-Whitworth und Vickers hatten eine ähnliche Vorgeschichte und waren zu bedeutenden Rüstungsherstellern herangewachsen. Zu Armstrong-Whitworth gehörten die Geschützfabrik Elswick Ordnance Company (auch als Elswick Ordnance Works bekannt) und eine Werft in High Walker am Tyne. Den Bau von Überwasserschiffen setzte Vickers-Armstrongs bis 1963 fort.
1928 übernahm Vickers-Armstrongs die Carden-Loyd Tractors Ltd., die die Carden-Loyd Tankette entwickelt hatten, und stieg damit in die Panzerproduktion ein.
1929 entstand durch Zusammenlegung der Eisenbahnaktivitäten von Vickers und Cammell, Laird & Company die Metropolitan Cammell Carriage and Wagon (MCCW). Laut dem Staatssekretär der Reichskanzlei Hermann Pünder spendete Vickers-Armstrongs Anfang der 1930er Jahre Geld an die NSDAP.

### Aufteilung
1960 wurde der Flugzeugbau von Vickers, Bristol, English Electric und Hunting Aircraft in der British Aircraft Corporation (BAC) vereinigt. Vom neuen Unternehmen hielten Vickers und English Electric jeweils vierzig Prozent, Bristol den Rest. BAC wiederum war zu siebzig Prozent an Hunting beteiligt. 1965 gab BAC den Markennamen Vickers auf. 1967 wurde die Zimmer AG in Frankfurt am Main übernommen und als Vickers-Zimmer AG – Bau und Planung von Industrieanlagen weitergeführt. Aufgrund des Aircraft and Shipbuilding Industries Act von 1977 wurde BAC verstaatlicht und Teil der British Aerospace, später BAE Systems.
Das gleiche Gesetz führte zur Ausgliederung der Vickers-Schiffbautochter und zur Vereinigung mit der staatlichen British Shipbuilders Corporation. 1986 wurde dieser Bereich wieder privatisiert und in Vickers Shipbuilding and Engineering Ltd (VSEL) umbenannt, kam später in den Besitz von Marconi Marine, einer GEC-Tochter, und ist heute als BAE Systems Submarines Teil von BAE Systems.
Die Stahlherstellung ging auf British Steel über. Die übrigen Aktivitäten bildeten seit 1977 die Vickers plc.

### Vickers plc (1977–2003)
1980 erwarb Vickers plc den Fahrzeughersteller Rolls-Royce und 1990 den Motorenbauer Cosworth. 1998 wurden beide Unternehmen an Volkswagen verkauft.
Mit dem Kauf der Royal Ordnance Factory in Leeds 1986 erweiterte Vickers seine Militärsparte. Zu den Vickers-Produkten dieser Zeit gehörten die Kampfpanzer Challenger 1 und Challenger 2. 1999 erwarb Vickers das südafrikanische Rüstungsunternehmen Reumech, dessen Tochter Land Systems OMC in Vickers OMC umbenannt wurde. 2004 ging Vickers OMC an BAE Systems.
Zum Vickers-Besitz zählte die Brown-Brothers-Gruppe, die Steuerungen und Stabilisatoren für Schiffe baute. 1996 erwarb Vickers Kamewa Waterjets, einen schwedischen Hersteller von Wasserstrahlantrieben. Zwei Jahre später kam mit dem norwegischen Maschinenbauer Ulstein ein weiterer Hersteller von Schiffsantrieben dazu.

### Das Ende
Der Triebwerkshersteller Rolls-Royce, das 1987 privatisierte Schwesterunternehmen des Autobauers, erwarb 1999 die Vickers-Gruppe, war aber nur an der Sparte für Schiffsausrüstungen interessiert. 2002 verkaufte Rolls-Royce den Rüstungsbereich, inzwischen in Vickers Defence Systems  umbenannt, an Alvis, das seiner neuen Tochter den Namen Alvis Vickers gab. Die Vickers plc wurde im folgenden Jahr in Vinters plc umbenannt.
2004 erwarb BAE Systems die Alvis-Gruppe und brachte Alvis Vickers in seine Militärsparte BAE Land Systems ein. Damit verschwand der Name Vickers nach 176 Jahren endgültig.
Sheffield Forgemasters ist im Sheffield der 2020er-Jahre weiterhin als Unternehmen der Rüstungsindustrie aktiv. Das Unternehmen sieht sich in der Tradition von Naylor Vickers and Co. sowie den Gründern George Naylor und Edward Vickers.

## Produkte

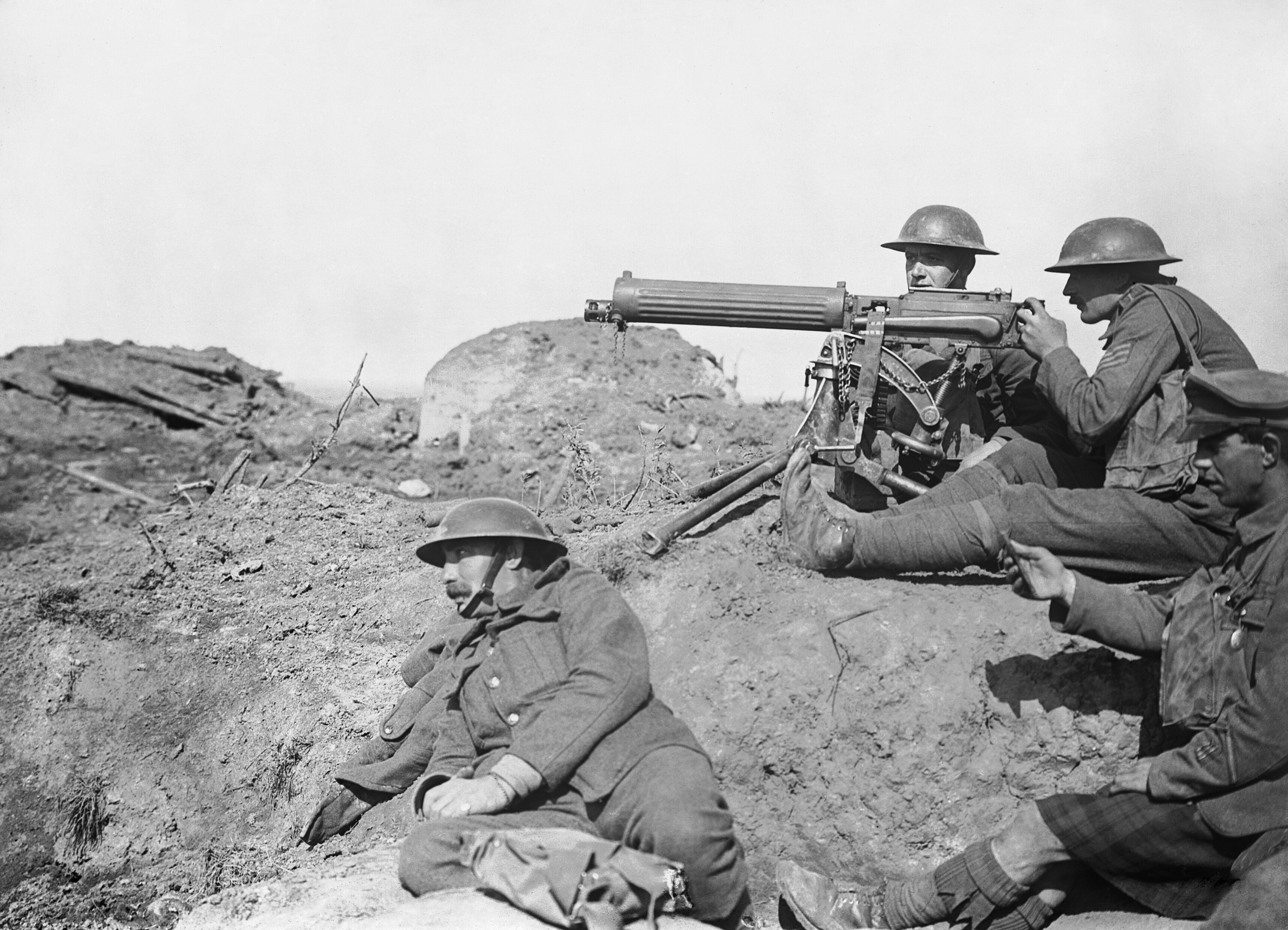
Vickers-Maschinengewehr

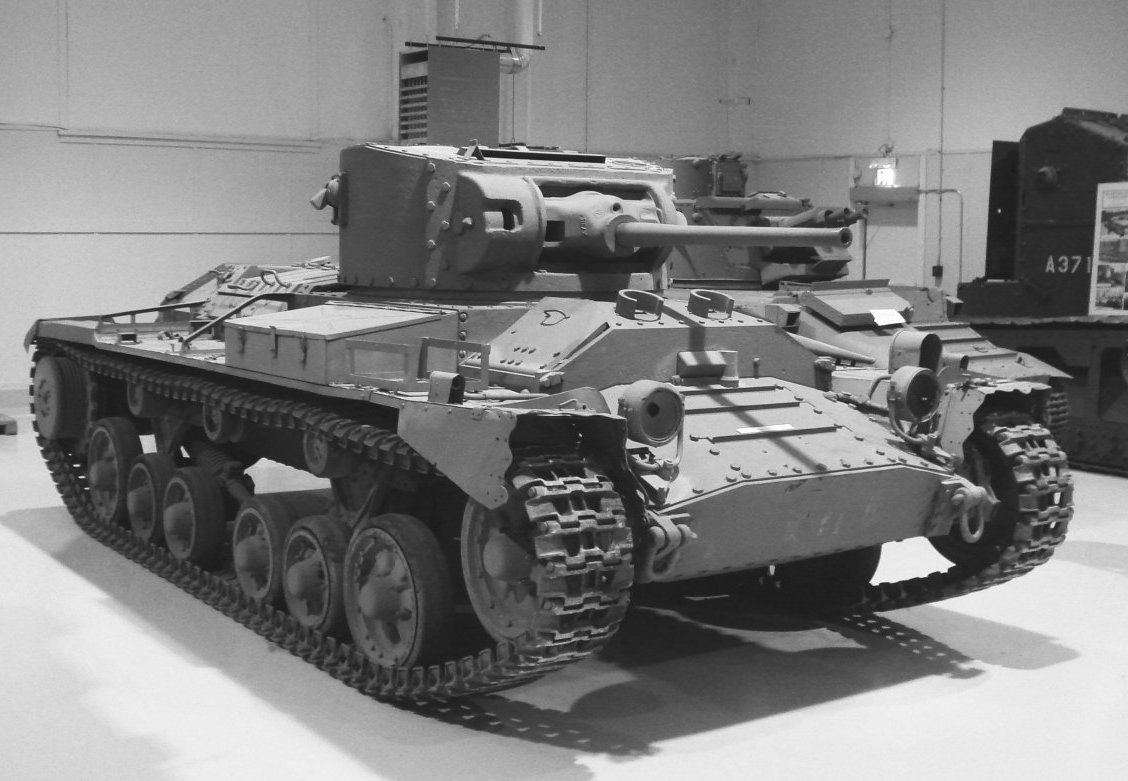
Infanteriepanzer Valentine

### Schusswaffen und Munition
Vickers produzierte das Maxim-Maschinengewehr in Zusammenarbeit mit dessen Entwickler. Später übernahm man das Unternehmen und entwickelte die Waffe zum Vickers-Maschinengewehr weiter. Dies wurde in den nächsten fünfzig Jahren zur Standardwaffe im Britischen Empire und im Commonwealth. Das Vickers-MG wurde mit unterschiedlichen Kalibern angeboten und weltweit verkauft. Zum Einbau in Flugzeuge entstanden später das luftgekühlte 7,7-mm-MG Vickers K und die 40-mm-Maschinenkanone Vickers S.
Vickers produzierte zahlreiche Gewehre, darunter das halbautomatische Pedersen-Gewehr, auch Vickers-Gewehr genannt.
Vickers entwickelte eine Reihe bekannter Bombentypen, darunter die Upkeep, Highball, Tallboy und Grand Slam. Später entstanden die UB.109T, Vickers Vigilant und Red Dean.

### Militärfahrzeuge
Zwischen den Weltkriegen entstanden eine Reihe von Panzerentwürfen. Die British Army beschaffte davon den Medium Mark I und den Mark II. Der Vickers 6-ton war der erfolgreichste Entwurf und wurde im Ausland in Lizenz nachgebaut. Der Vickers A1E1 Independent wurde zwar nur in einem Exemplar gebaut, hatte jedoch großen Einfluss auf die Panzerentwicklung anderer Staaten. Der Vickers Mark 7 aus den 1980er Jahren wurde ebenfalls nur als Prototyp gebaut, dabei kombinierte man das Fahrgestell eines Leopard 2 mit einem Turm ähnlich dem des Challenger 2.
Während des Zweiten Weltkrieges baute Vickers zahlreiche schwere Waffen und Panzer, darunter den Infanteriepanzer Valentine.
Der Militärfahrzeugbau verblieb zunächst im Besitz von Vickers plc, wurde später zu Alvis Vickers und ist heute Teil von BAE Systems Land and Armaments.
Bedeutende Militärfahrzeuge:
- Carden-Loyd Tankette
- Cruiser Mk I
- Cruiser Mk II
- Vickers 6-ton
- Valentine
- Vickers MBT

### Luftschiffe

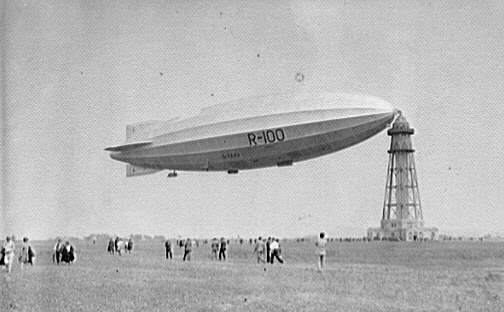
R100

Vickers begann Mitte 1909 mit der Entwicklung eines Starrluftschiffs für die britische Admiralität. Der Prototyp ging bereits am 23. September 1911, kurz nach der Jungfernfahrt, verloren. Die gleichzeitig entwickelten Nicht-Starrluftschiffe erwiesen sich als weniger problematisch. Das letzte Luftfahrzeug dieser Bauart entstand 1921 für die japanische Regierung. Zwischen 1923 und 1935 bestand in Howden (Yorkshire) die Konzerntochter Airship Guarantee Company Limited, die das sechsmotorige zivile Luftschiff R100 entwickelte. Die R100 fuhr erstmals am 16. Dezember 1929 und führte bis zu ihrer Verschrottung 1931 mehrere Transatlantikfahrten durch.
- No. 9r
- R23
- R80
- R100

### Flugzeuge

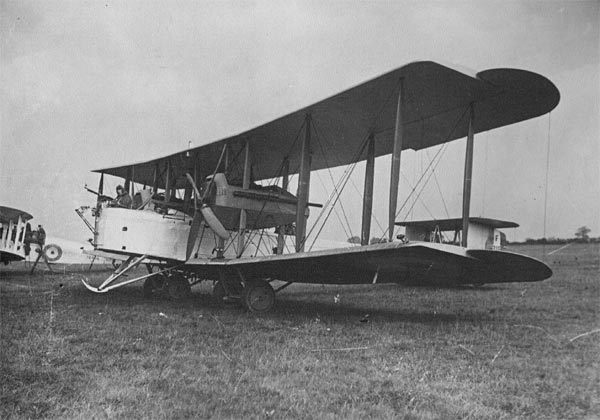
Vimy

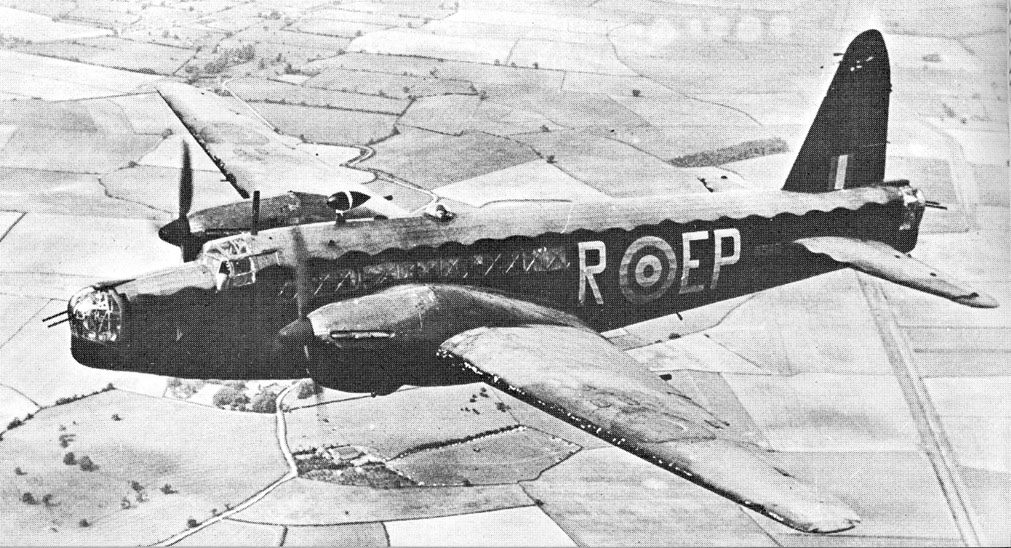
Wellington

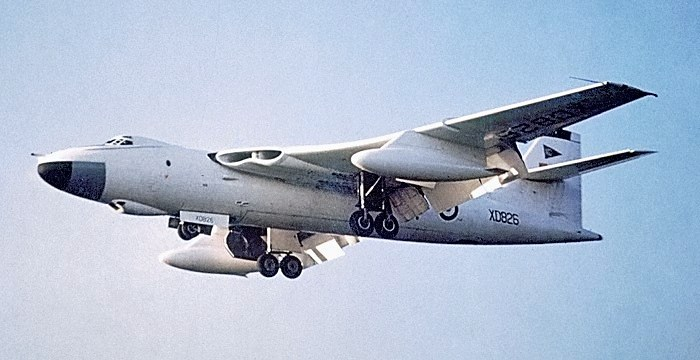
Valiant

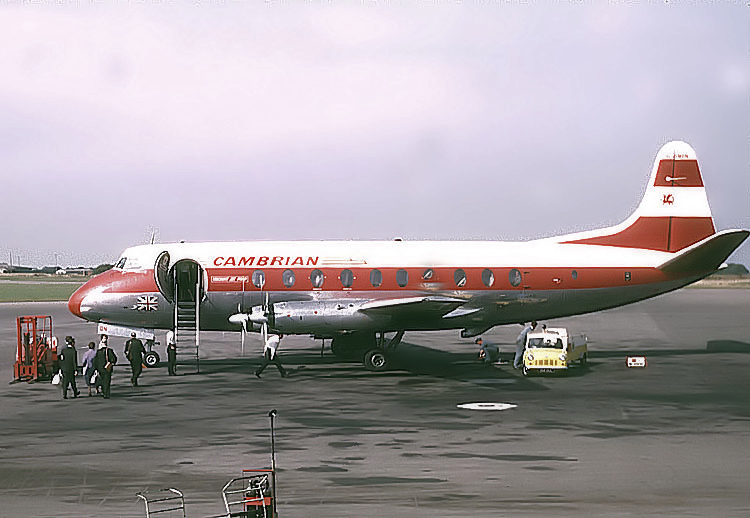
Viscount

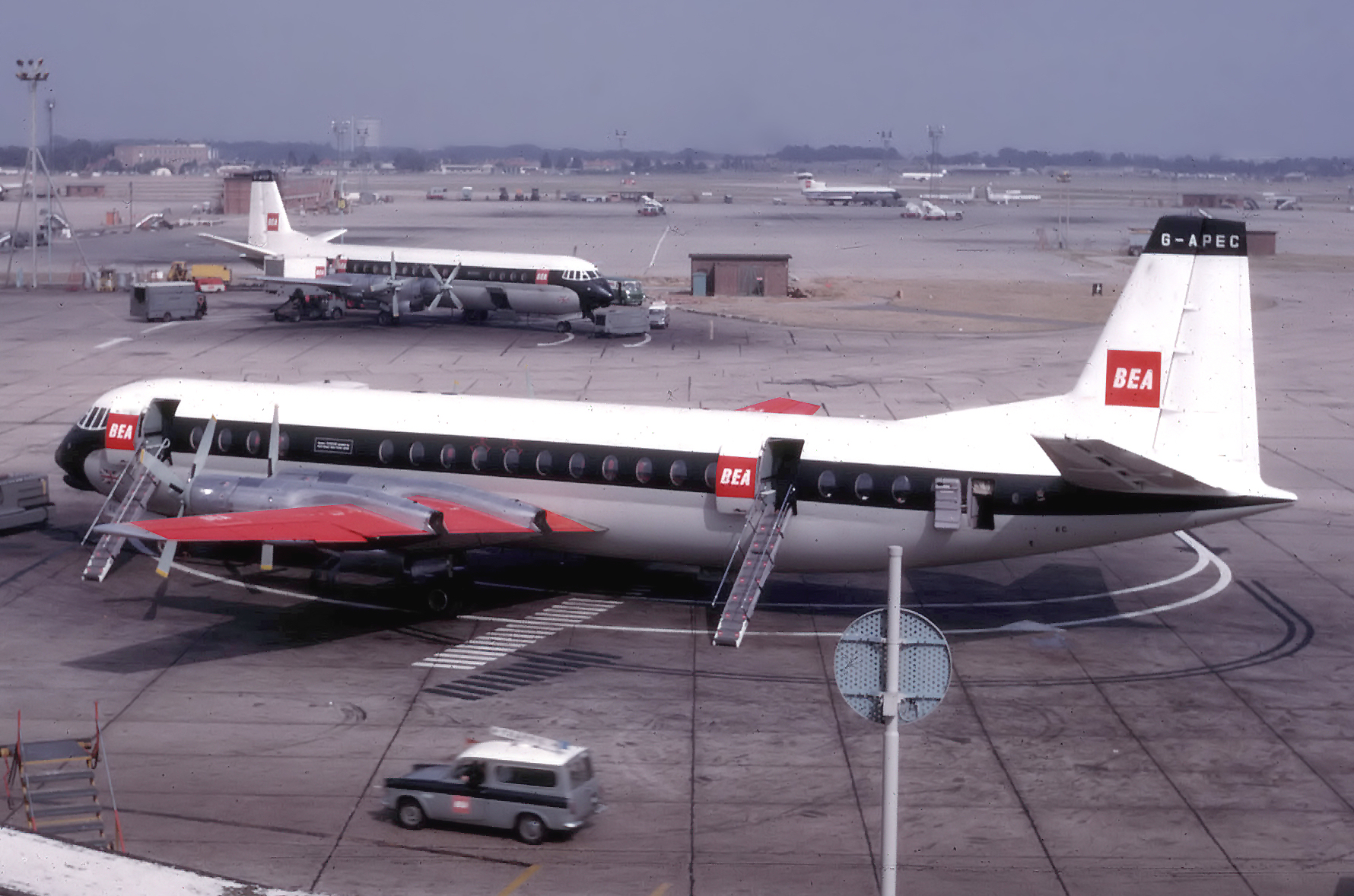
Vanguard

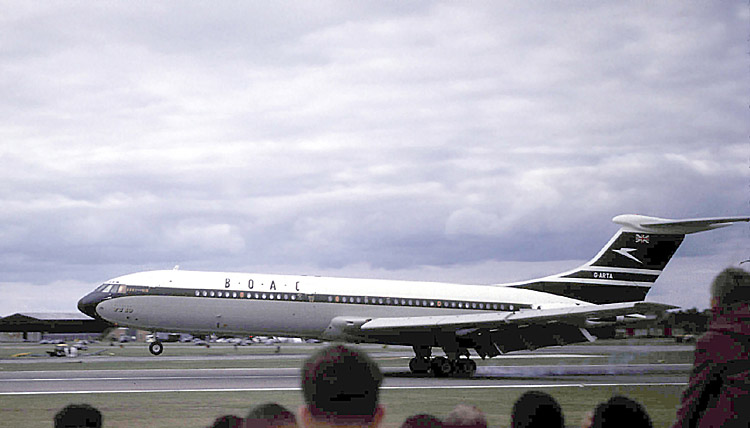
VC-10

Vickers schuf 1911 das Vickers Ltd Aviation Department und baute eines der ersten mit einem Maschinengewehr bewaffneten Flugzeuge, den Doppeldecker F.B.5 Gunbus. Während des Ersten Weltkrieges baute das Unternehmen die Flugboote Valentia und Viking sowie den schweren Bomber Vimy. Einer umgebauten Vimy gelang 1919 der erste Nonstopflug über den Atlantik. Aus diesem Modell wurde später die Virginia entwickelt, eines der wichtigsten Flugzeuge der Royal Air Force in der Zwischenkriegszeit.
Vor dem Zweiten Weltkrieg entstand die Wellesley, die zum Bomber Wellington weiterentwickelt wurde. Aus der Zeit des Kalten Krieges stammte die Valiant, einer der V-Bomber.
Mit den umgebauten Vimy-Bombern war Vickers einer der ersten Hersteller von Verkehrsflugzeugen. Diese Aktivität wurde mit der Vickers Viking fortgesetzt. Später folgten die Turbopropflugzeuge Viscount und Vanguard. BAC entwickelte das Strahlflugzeug VC-10.
Der Flugzeugbau von Armstrong Whitworth wurde an Hawker Aircraft verkauft. 1928 entstand die Vickers (Aviation) Ltd, die nach der Übernahme der Supermarine Aviation Works in die Supermarine Aviation Works (Vickers) Ltd eingebracht wurde. 1938 entstand das Nachfolgeunternehmen Vickers-Armstrongs (Aircraft) Ltd, das die alten Markennamen beibehielt. 1960 wurde der Flugzeugbau an British Aircraft abgegeben.
Vickers besaß eine Tochterfirma in Kanada, die auch im Flugzeugbau tätig war, die Canadian Vickers Limited.

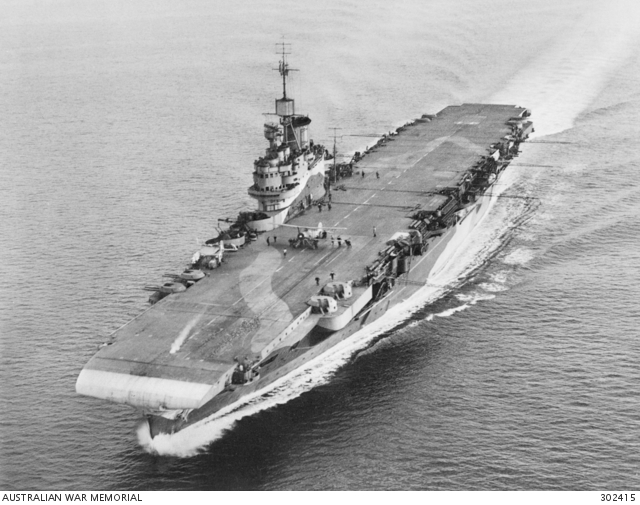
Die Illustrious

Zivile Flugzeugtypen:
- Vickers Vimy Commercial
- Vickers Vulcan
- Vickers Viastra
- Vickers Vellore
- Vickers Vellox
- Vickers Viking
- Vickers Viscount
- Vickers Vanguard
- Vickers VC10

Militärische Flugzeugtypen:
- Vickers E.F.B.1 (1913)
- Vickers F.B.5 (1914)
- Vickers F.B.9 (1915)
- Vickers F.B.12 (1915)
- Vickers F.B.19 (1916)
- Vickers F.B.27 (1917)
- Vickers Vampire (1946)
- Canadian Vickers Vedette (1925)
- Vickers Vimy (1919)
- Vickers Viking (Flugboot) (1918)
- Vickers Viking (1945)
- Vickers Vixen
- Vickers Valparaiso
- Vickers Venture
- Vickers 131 Valiant
- Vickers Valiant (1951)
- Vickers Type 143
- Vickers Type 177
- Vickers Type 432 (1942)
- Vickers Type 559
- Vickers Vespa
- Vickers Wibault
- Vickers Virginia
- Vickers Vanox
- Vickers Valentia Prototyp
- Vickers Valentia
- Vickers Vernon
- Vickers Victoria
- Vickers Vildebeest
- Vickers Vincent
- Vickers Wellesley
- Vickers Wellington (1936)
- Vickers Warwick
- Vickers Windsor
- Vickers Valetta
- Vickers Varsity
- Vickers 667 Valiant

### Schiffbau
Vickers stieg 1897 durch den Kauf der Barrow Shipbuilding Company, der späteren Naval Construction Yard in Barrow-in-Furness, Cumbria, in den Schiffbau ein. Diese Werft wurde 1977 von der staatlichen British Shipbuilders Corporation übernommen, 1986 als Vickers Shipbuilding and Engineering Ltd (VSEL) privatisiert und bildet heute die BAE Systems Submarines.
Seit der Fusion 1927 besaß Vickers-Armstrongs Werften an beiden Küsten Britanniens, neben der Naval Construction Yard auch die Naval Yard von Armstrong Whitworth in High Walker. Vickers-Armstrongs war einer der bedeutendsten Kriegsschiffsproduzenten der Welt. 1955 entstand die Vickers-Armstrongs Shipbuilders, seit 1968 als Vickers Limited Shipbuilding Group bezeichnet.

### Schiffsmotoren
Vickers-Armstrongs gehörte zu den wenigen britischen Herstellern von Schiffsdieselmotoren, unter anderem für die U-Boote der S-Klasse der Royal Navy von 1932 und der T-Klasse aus dem Zweiten Weltkrieg.

### Filmbau
Die Firma produzierte für 750.000 US-Dollar das Laufrad, in dem die Astronauten in Stanley Kubricks 2001: Odyssee im Weltraum ihr Fitnessprogramm absolvieren. Die 30 Tonnen schwere und drei Meter breite Zentrifuge mit einem Durchmesser von neun Metern ermöglichte es, die Kameras auf Schienen zu positionieren. Die Außenwände waren drehbar, so dass man den Eindruck gewinnen konnte, die Astronauten könnten kopfüber joggen oder aus einem Schacht klettern.